# Oro-fazio-digitales Syndrom Typ 2
Das Oro-fazio-digitales Syndrom Typ 2 oder (OFD II) ist eine sehr seltene angeborene Erkrankung (Dysmorphiesyndrom) mit einer Kombination von Deformitäten von Hand und Fuß, Gesicht, Oberlippenspalte und Hamartome der Zunge und gehört zu den Oro-fazio-digitalen Syndromen.
Synonyme sind: Mohr-Syndrom; Mohr-Claussen-Syndrom
Die Bezeichnung bezieht sich auf die Autoren der Erstbeschreibung aus dem Jahre 1941 durch den norwegischen Humangenetiker Lous Mohr (1886–1967) sowie einer Verlaufsbeobachtung der betroffenen Familie im Jahre 1946 durch den norwegischen Genetiker O. Claussen.
Das Syndrom ist nicht zu verwechseln mit dem Mohr-Majewski-Syndrom.

## Verbreitung und Ursache
Die Häufigkeit wird mit unter 1 zu 1.000.000 angegeben, die Vererbung erfolgt vermutlich autosomal-rezessiv. Etwa 20 Fälle wurden bisher beschrieben. Die Ätiologie ist bislang nicht bekannt.

## Klinische Erscheinungen
Klinische Kriterien sind:
- Wachstumsrückstand mit Kleinwuchs
- Extremitätenveränderungen: präaxiale Polydaktylie beider Hände und Füße mit partieller Doppelanlage der Großzehe, Brachydaktylie, Syndaktylie und Klinodaktylie
- Gesichtsveränderungen: Hypoplasie des Mittelgesichtes, Hypertelorismus, abfallende Augenlidachsen, breite Nasenwurzel, gekerbte Nasenspitze, Gaumenspalte, zu kleine und gelappte Zunge, dickes Zungenbändchen, kleines Kinn, tiefsitzende Ohren und Fehlen von Zähnen
- Skoliose, Trichterbrust, Muskelhypotonie
- Schallleitungsschwerhörigkeit
- Veränderungen am Zentralnervensystem: Mikrozephalie, Porenzephalie und Hydrozephalus, Zyste über dem Tentorium cerebelli

## Differentialdiagnose
Abzugrenzen sind andere Typen des Oro-fazio-digitalen Syndromes. Die Atrophie des Kleinhirnes gilt als diagnostisches Leitkriterium.